# د اکیشا استرین
د اکیشا استرین (انگلیسی: The Acacia Strain) یک گروه موسیقی دث‌کور آمریکایی از شیکوپی، ماساچوست است که از سال ۲۰۰۱ آغاز به کار کرد.